# HD 186302
HD 186302，即HIP 97507，是一顆在天球上位於孔雀座的恆星，距離地球約184光年（56秒差距），視星等8.76。該恆星非常類似光譜型為G2V的太陽。
天文學家於2018年11月確認HD 186302是潛在的孿生太陽恆星。該恆星的光譜與體積與太陽相似，被認為可能於45.7億年前和太陽在同一個星團內誕生。